# 32443 Davidhaack
32443 Davidhaack è un asteroide della fascia principale. Scoperto nel 2000, presenta un'orbita caratterizzata da un semiasse maggiore pari a 2,581420 UA e da un'eccentricità di 0,137113, inclinata di 15,317771° rispetto all'eclittica. Ha un diametro di 4,564 km.